# 暗杀事件列表

## 暗杀成功的事件
| 发生时间       | 被害人                             | 被害人身份                                                         | 主謀                                        | 主謀身份                                               | 备注 |
| -------------- | ---------------------------------- | ------------------------------------------------------------------ | ------------------------------------------- | ------------------------------------------------------ | --- |
| 夏泄十二年     | 王亥                               | 中國夏朝時商國首領                                                 | 王恆的刺客                                  | 中國夏朝時有易國衛士                                   | |
| 前974年        | 魯幽公                             | 中國西周魯國君主                                                   | 魯魏公                                      | 中國西周時代魯國公子                                   | |
| 前695年        | 鄭昭公                             | 中國春秋時代鄭國君主                                               | 高渠彌                                      | 中國春秋時代鄭國大夫                                   | |
| 前515年        | 吳王僚                             | 中國春秋時代吳國君主                                               | 闔閭                                        | 中國春秋時代吳國公子                                   | 詳見專諸 |
| 前491年        | 蔡昭侯                             | 中國春秋時代蔡國君主                                               | 不詳                                        |                                                        | |
| 前208年        | 陳勝                               | 秦末民變起義軍領袖                                                 | 莊贾                                        | 陳勝車夫                                               | |
| 前48年9月28日  | 格奈烏斯·龐培                      | 古羅馬政治家、軍事家                                               | 托勒密十二世                                | 古埃及托勒密王朝國王                                   | |
| 前44年3月15日  | 尤利乌斯·凯撒                      | 古羅馬政治家、軍事家                                               | 盖乌斯·卡西乌斯、马可斯·布鲁图斯            | 古罗马元老院反对派                                     | |
| 6年2月3日      | 漢平帝                             | 中國西漢皇帝                                                       | 王莽                                        | 中國西漢時期政治家                                     | |
| 146年7月26日   | 漢質帝                             | 中國東漢皇帝                                                       | 梁冀                                        | 中國東漢時期權臣                                       | |
| 189年9月22日   | 何進                               | 大將軍                                                             | 渠穆                                        | 宦官                                                   | |
| 200年5月5日    | 孙策                               | 东汉末年時期军阀                                                   | 许贡门客                                    | 孙策部下                                               | |
| 221年          | 張飛                               | 三國時期蜀漢將領                                                   | 張達、范彊                                  | 張飛部下                                               | |
| 235年          | 轲比能                             | 三国时期鲜卑首领                                                   | 韩龙                                        | 幽州刺史王雄的刺客                                     | |
| 253年2月15日   | 費禕                               | 蜀漢大將軍                                                         | 郭脩（或名郭循）                            | 曹魏降人                                               | |
| 307年1月8日    | 司馬衷                             | 晉惠帝                                                             | 司馬越                                      | 西晉東海王                                             | |
| 396年11月6日   | 司馬曜                             | 晉孝武帝                                                           | 侍女                                        | 司馬曜寵妃張貴人侍女                                   | |
| 454年          | 大草香皇子                         | 日本古墳時代皇族                                                   | 安康天皇                                    | 日本天皇                                               | |
| 456年8月9日    | 安康天皇                           | 日本天皇                                                           | 眉輪王                                      | 日本古墳時代皇族，大草香皇子之子                       | |
| 493年          | 奧多亞塞                           | 日耳曼國王                                                         | 狄奧多里克大帝                              | 東哥德王國國王                                         | |
| 549年          | 高澄                               | 东魏大丞相                                                         | 兰京                                        | 厨师                                                   | |
| 592年11月3日   | 崇峻天皇                           | 日本天皇                                                           | 東漢駒                                      | 蘇我馬子門客                                           | 蘇我馬子指使，東漢駒直接行凶，東漢駒其後亦被滅口。 |
| 645年7月10日   | 蘇我入鹿                           | 日本大和時代的權臣                                                 | 中臣鐮足、中大兄皇子等                      |                                                        | |
| 820年          | 唐憲宗                             | 唐朝皇帝                                                           | 陳弘志、王守澄                              | 唐朝宦官                                               | |
| 842年          | 朗達瑪                             | 吐蕃赞普                                                           | 拉垅贝吉多吉                                | 佛教僧人                                               | |
| 1219年2月13日  | 源實朝                             | 日本鎌倉幕府征夷大將軍                                             | 源公曉                                      | 源實朝的侄子、兄長源賴家之子                           | |
| 1275年10月     | 賈似道                             | 南宋權臣                                                           | 鄭虎臣                                      | 监押使臣会稽县尉                                       | |
| 1323年9月4日   | 碩德八剌                           | 中國元朝皇帝（元英宗）                                             | 鐵失                                        | 權臣鐵木迭兒之義子                                     | 見南坡之变 |
| 1437年2月21日  | 詹姆斯一世                         | 蘇格蘭國王，羅伯特三世之子                                         | 罗伯特·葛莱汉姆爵士                         | 反叛貴族                                               | |
| 1441年7月12日  | 足利義教                           | 日本室町幕府將軍                                                   | 赤松满祐                                    | 守護                                                   | 参見嘉吉之乱 |
| 1557年11月22日 | 織田信行                           | 日本戰國時代武將                                                   | 织田信长                                    | 日本戰國時代大名                                       | |
| 1603年9月21日  | 最上義康                           | 日本戰國時代武將                                                   | 藤田丹波、里見民部、戶井半左衛門            | 日本戰國時代武將                                       | 暗殺者以義康父親最上義光的名義行事，而里見民部一族則策劃此事。 |
| 1610年5月14日  | 亨利四世                           | 法國國王                                                           | 弗朗索瓦·拉瓦亚克                           | 天主教狂热分子                                         | |
| 1793年7月13日  | 让-保尔·马拉                       | 雅各宾派核心领导人之一                                             | 夏洛特·科黛                                 | 吉伦特派派遣的女刺客                                   | |
| 1812年5月11日  | 斯賓塞·珀西瓦爾                    | 英國首相                                                           | 約翰·貝林罕                                 | 平民槍手                                               | |
| 1849年8月22日  | 亞馬留                             | 葡屬澳門總督                                                       | 沈志亮                                      | 平民                                                   | |
| 1860年3月24日  | 井伊直弼                           | 江戸幕府大老                                                       | 水戸藩浪人                                  |                                                        | |
| 1865年4月14日  | 亚伯拉罕·林肯                      | 第16任美国总统                                                     | 约翰·威尔克斯·布斯                          | 劇場演員                                               | 詳見林肯遇刺案 |
| 1867年12月10日 | 坂本龍馬                           | 幕末明治維新志士                                                   | 不详                                        | 疑為京都见回组、新选组等                               | 詳見近江屋事件 |
| 1870年8月22日  | 馬新貽                             | 兩江總督                                                           | 張汶祥                                      |                                                        | |
| 1878年5月14日  | 大久保利通                         |                                                                    | 島田一郎等六人                              |                                                        | |
| 1881年3月13日  | 亚历山大二世                       | 俄罗斯帝国皇帝                                                     | 民意党                                      | 俄罗斯革命组织                                         | |
| 1881年7月2日   | 詹姆斯·加菲爾德                    | 第20任美國總統                                                     | 查尔斯·J·古提奥                             | 牧師、作家、律師                                       | 詳見詹姆斯·A·加菲爾德遇刺案 |
| 1894年6月24日  | 玛利·弗朗索瓦·萨迪·卡诺            | 法國總統                                                           | 桑特·格罗尼莫·卡塞里奥                      | 義大利無政府主義者                                     | |
| 1901年9月6日   | 威廉·麦金莱                        | 第25任美國總統                                                     | 里昂·柯佐羅滋                               | 波蘭裔美籍無政府主義者                                 | 詳見威廉·麦金莱遇刺案 |
| 1908年2月1日   | 卡洛斯一世                         | 葡萄牙國王                                                         | 阿尔弗雷多·科斯塔、曼努埃尔·布依萨          | 共和主义者                                             | |
| 1908年11月14日 | 光緒帝                             | 中國清朝皇帝                                                       | 不詳；有慈禧、李連英、袁世凱等多種不同說法  |                                                        | |
| 1909年10月26日 | 伊藤博文                           | 日本駐朝鮮統監                                                     | 安重根                                      | 朝鮮民族主義者                                         | |
| 1911年9月18日  | 彼得·阿尔卡季耶维奇·斯托雷平       | 俄罗斯帝国首相                                                     | 德米特里·博格罗夫                           |                                                        | |
| 1912年1月      | 陶成章                             | 中國革命黨要人                                                     | 蔣介石、王竹卿                              | 陳其美指使                                             | |
| 1913年3月20日  | 宋教仁                             | 中華民國初年國民黨核心黨員                                         | 武士英、應桂馨                              | 懷疑為奉袁世凱之命刺殺                                 | |
| 1914年6月28日  | 弗朗茨·斐迪南大公                  | 奥匈帝国皇储，皇帝弗兰茨·约瑟夫一世之弟卡爾·路德維希大公之子       | 加夫里洛·普林齐普                           |                                                        | |
| 1916年12月29日 | 拉斯普京                           | 俄罗斯帝国宠臣                                                     | 尤苏波夫亲王、狄密翠大公、普里什克维奇議員  |                                                        | |
| 1918年7月17日  | 尼古拉二世等                       | 俄罗斯帝国皇室成员                                                 | 布尔什维克军队                              |                                                        | |
| 1918年9月1日   | 汤化龙                             | 皖系政客                                                           | 王昌                                        |                                                        | |
| 1921年11月4日  | 原敬                               | 日本內閣總理大臣（首相）                                           | 中岡艮一                                    |                                                        | |
| 1925年8月20日  | 廖仲恺                             | 中国国民党左派領袖                                                 | 不詳                                        | 中国国民党右派特務                                     | |
| 1928年6月4日   | 张作霖                             | 中華民國安国陆海军大元帅、奉系軍閥                                 | 河本大作                                    | 关东军参谋                                             | 詳見皇姑屯事件 |
| 1928年7月7日   | 楊增新                             | 新疆省主席                                                         | 樊耀南                                      | 民国政要                                               | |
| 1930年10月14日 | 濱口雄幸                           | 日本內閣總理大臣（首相）                                           | 佐鄉屋留雄                                  | 日本右翼团体成员                                       | |
| 1932年2月9日   | 井上準之助                         | 立憲民政黨幹事長                                                   | 小沼正                                      | 血盟团成员                                             | 詳見血盟团事件 |
| 1932年3月5日   | 團琢磨                             | 男爵、战前三井财阀最高领导人                                       | 菱沼五郎                                    | 血盟团成员                                             | 詳見血盟团事件 |
| 1932年4月29日  | 白川義則                           | 大日本帝國陸軍將領                                                 | 尹奉吉                                      | 朝鮮民族的民族主義者                                   | 详见虹口公园爆炸案 |
| 1932年5月15日  | 犬養毅                             | 日本內閣總理大臣（首相）                                           | 三上卓等11人                                | 日本海軍少壯軍官、陸軍候補生、血盟團殘黨等             | 詳見五一五事件 |
| 1932年9月3日   | 張宗昌                             | 前奉系将领                                                         | 郑继成                                      | 郑金声的侄子                                           | 郑继成受韩复榘指示 |
| 1933年6月18日  | 楊杏佛                             | 社会活动家                                                         | 赵理君等                                    | 軍統特務                                               | |
| 1934年7月25日  | 恩格爾伯特·陶爾斐斯                | 奧地利總理                                                         | 奧地利納粹成員                              |                                                        | |
| 1935年11月13日 | 孙传芳                             | 前直系将领                                                         | 施剑翘                                      | 施从滨的女儿                                           | |
| 1936年2月26日  | 齋藤實、高橋是清、渡邊錠太郎       | 日本軍政要員                                                       | 安藤輝三、野中四郎等                        | 受皇道派影响的陆军少壮军官                             | 詳見二二六事件 |
| 1936年9月20日  | 王亚樵                             | 斧头帮帮主                                                         | 不详                                        | 军统特务                                               | |
| 1939年2月19日  | 李国杰                             | 轮船招商局高层                                                     | 不详                                        | 军统特工                                               | |
| 1940年8月16日  | 张啸林                             | 上海青帮头目                                                       | 林怀部                                      | 张啸林保镖                                             | |
| 1940年8月20日  | 列夫·达维多维奇·托洛茨基           | 苏联政治家、托洛茨基主义创始人                                     | 拉蒙·麦卡德                                 | 内务人民委员部特工                                     | 幕后主谋为苏联最高领导人约瑟夫·斯大林 |
| 1940年10月10日 | 傅筱庵                             | 汪伪政权上海特别市市长                                             | 朱升源                                      | 傅筱庵仆人                                             | 幕后主谋为军统领导人戴笠 |
| 1941年3月14日  | 項英、周子昆                       | 新四軍高級將領                                                     | 劉厚總                                      | 項英副官                                               | |
| 1941年4月24日  | 謝晉元                             | 国軍將領                                                           | 郝鼎誠、張文清、尤耀亮、張國順等4人         | 謝晉元部下                                             | |
| 1942年5月27日  | 賴因哈德·海德里希                  | 波希米亞和摩拉維亞保護國代理總督                                   |                                             | 反德抵抗運動人士                                       | |
| 1946年7月      | 李公樸                             |                                                                    |                                             |                                                        | |
| 1946年7月15日  | 闻一多                             | 诗人、爱国主义者                                                   | 汤时亮、李文山                              | 国民党昆明警备司令部下级军官                           | |
| 1947年         | 翁山                               | 緬甸国父                                                           |                                             |                                                        | |
| 1948年1月30日  | 圣雄甘地                           | 印度民族主义运动和国大党领袖                                       | 南度蓝姆·高德西                             | 印度教狂热分子                                         | |
| 1949年6月26日  | 金九                               | 韩国国父                                                           | 安斗熙                                      |                                                        | 普遍认为幕后主谋为李承晚 |
| 1949年9月6日   | 楊虎城及其親信随从人員             | 国军將領                                                           | 楊進興、熊祥、王少山、林永昌等4人           | 国民党特務                                             | 国共戰争中国軍棄守重慶前夕，傳聞在毛人鳳受蒋介石指示，飭令軍統西南特務機關立即清理積案，在「清理積案」的指示下，1949年9月6日，楊虎城及夫人謝葆貞，其幼子楊拯中、幼女楊拯貴，其秘書宋綺雲和夫人徐林俠以及他們的幼子宋振中（暱稱「小蘿蔔頭」），隨從副官隨從副官閻繼明和警衛員張醒民等一共9人在重慶戴公祠（戴繼元公廟）被楊進興、熊祥、王少山、林永昌等4名軍統特務人員用匕首捅死。 |
| 1951年10月6日  | 亨利·葛尼                          | 英國殖民地官員                                                     | 陳平                                        | 馬來亞共產黨                                           | |
| 1960年10月12日 | 淺沼稻次郎                         | 日本社会党议员                                                     | 山口二矢                                    | 极右翼政治人士、大日本愛國黨成员                       | 东京日比谷大厅电视辩论时，山口冲上台使用脇差（一种短武士刀）杀死正在讲台上发言的浅沼 |
| 1961年5月30日  | 拉斐尔·特鲁希略                    | 多明尼加軍事獨裁者                                                 | 安東尼奧·德拉马扎等                         | 多明尼加軍隊將領                                       | |
| 1963年11月22日 | 约翰·肯尼迪                        | 第35任美國總統                                                     | 李·哈維·奧斯瓦爾德                          | 美籍古巴人                                             | 詳見肯尼迪遇刺案 |
| 1965年2月21日  | 麥爾坎X                            | 美國非裔伊斯蘭教教士                                               | 托馬斯·哈甘等三人                           | 伊斯兰民族成員                                         | |
| 1968年4月4日   | 马丁·路德·金                       | 著名的美國黑人民權運動領袖                                         | 詹姆斯·厄尔·雷                              | 種族主義分子                                           | |
| 1968年6月5日   | 羅伯特·弗朗西斯·甘迺迪             | 美國聯邦參議員                                                     | 瑟罕·瑟罕                                   |                                                        | 詳見罗伯特·F·肯尼迪遇刺案 |
| 1973年12月20日 | 路易斯·卡雷罗·布兰科               | 西班牙政府主席（首相）                                             | 不详                                        | 埃塔组织                                               | |
| 1975年3月25日  | 費薩爾·本·阿卜杜勒-阿齊茲          | 沙特阿拉伯国王                                                     | 費薩爾·本·穆賽義德·本·阿卜杜勒·阿齊茲       | 其侄子                                                 | |
| 1978年5月9日   | 阿尔多·莫罗                        | 意大利部长会议主席（总理）                                         | 紅色旅                                      | 意大利極左派軍事組織                                   | 莫罗于3月16日被绑架，囚禁55日后遭到杀害。 |
| 1978年9月7日   | 喬治·馬可夫                        | 保加利亚人记者、异见人士                                           | 不詳                                        | 克格勃                                                 | |
| 1979年10月26日 | 朴正熙                             | 大韓民國總統                                                       | 金載圭                                      | 大韓民國國軍的軍人，前總統朴正熙的心腹、中央情報部長官 | |
| 1980年12月8日  | 约翰·列侬                          | 披头士创团团员                                                     | 马克·大卫·查普曼                            |                                                        | |
| 1981年10月6日  | 萨达特                             | 埃及總統                                                           | 不详                                        |                                                        | |
| 1983年8月21日  | 小貝尼格諾·阿基諾                  | 菲律賓反對黨領袖                                                   | 不详                                        | 疑是馬可仕政府主使                                     | |
| 1984年10月15日 | 劉宜良                             | 台灣旅美作家                                                       | 陳啟禮、吳敦、董桂森                        | 竹联帮成员                                             | 疑为受中华民国情报机构指使，详见江南案 |
| 1984年10月31日 | 英迪拉·甘地                        | 印度总理                                                           |                                             | 锡克教极端主义者                                       | |
| 1986年2月28日  | 奥洛夫·帕尔梅                      | 瑞典首相                                                           | 至今不詳                                    |                                                        | 詳見帕爾梅遇刺案 |
| 1991年5月21日  | 拉吉夫·甘地                        | 原印度總理                                                         | 坦米爾伊蘭猛虎解放組織                                | 坦米爾人反政府武裝組織                                 | |
| 1995年11月4日  | 伊扎克·拉宾                        | 以色列总理                                                         | 伊盖尔·阿米尔                               |                                                        | |
| 1996年9月7日   | 图派克·夏库尔                      | 美国说唱歌手                                                       | 不详                                        | 疑似东海岸嘻哈                                         | |
| 1997年2月15日  | 李韓永                             | 脫北者、金正日前妻成惠琳的侄子                                     | 不详                                        | 兩名北朝鲜間諜                                         | |
| 1997年3月9日   | 声名狼藉先生                       | 美国说唱歌手                                                       | 不详                                        |                                                        | |
| 2001年1月16日  | 洛朗-德西雷·卡比拉                 | 剛果民主共和國總統                                                 | 拉什迪·米澤勒                               | 軍人                                                   | |
| 2003年1月22日  | 李海仓                             | 海鑫钢铁集团董事长                                                 | 冯引亮                                      | 造纸厂厂长                                             | |
| 2003年9月10日  | 安娜·琳德                          | 瑞典外交部長                                                       | 米賈洛·米賈洛維奇                           |                                                        | |
| 2004年3月22日  | 谢赫·艾哈迈德·亚辛                 | 伊斯兰原教旨主义激进组织哈马斯（伊斯兰抵抗运动）的精神领袖与创始人 | 不详                                        | 以色列軍方官員                                         | |
| 2004年5月9日   | 艾哈邁德·卡德羅夫                  | 俄羅斯聯邦車臣共和國總統                                           | 不詳                                        | 車臣武裝份子                                           | |
| 2005年2月14日  | 拉菲克·哈里里                      | 黎巴嫩前總理                                                       | 不详                                        | 疑為真主党、敘利亞或美國、摩薩德                       | |
| 2006年10月7日  | 安娜·波利柯傅斯卡亞                |                                                                    | 不詳                                        |                                                        | |
| 2006年11月23日 | 亞歷山大·利特維年科                | 前蘇聯克格勃上校，原俄羅斯聯邦安全局中校                           | 疑是俄羅斯商人安德烈·盧戈沃伊               | 疑受俄羅斯當局主使                                     | |
| 2007年5月23日  | 吳善九                             | 台灣台北縣議員候選人                                               | 藍家偉                                      |                                                        | |
| 2007年12月27日 |                                    | 巴基斯坦反對黨領袖                                                 | 不詳                                        | 阿蓋達組織成員                                         | |
| 2016年12月19日 | 安德烈·根纳季耶维奇·卡尔洛夫       | 俄罗斯驻土耳其大使                                                 | 梅夫吕特·梅尔特·阿尔滕塔什                  |                                                        | 见安德烈·卡尔洛夫遇刺案 |
| 2017年2月13日  | 金正男                             | 已故朝鮮勞動黨總書記金正日的長子及現任領導人金正恩的兄長           | 越南籍女子段氏香，印度尼西亞籍女子西蒂·艾莎 | 不詳                                                   | 詳見金正男遇刺事件 |
| 2018年8月31日  | 亞歷山大·弗拉基米羅維奇·扎哈爾琴科 | 頓內次克總統                                                       | 不詳                                        | 疑受烏克蘭當局指使                                     | |
| 2018年10月2日  | 賈邁勒·卡舒吉                      | 沙地阿拉伯新聞工作者及異議人士                                     | 沙地阿拉伯特工                              | 疑受沙地王儲穆罕默德王子指使                           | 進入沙地駐伊斯坦布爾總領事館時被沙地的特工所殺，詳見賈邁勒·卡舒吉 |
| 2020年1月3日   | 卡西姆·蘇莱曼尼                    | 伊朗伊斯蘭革命衛隊少將                                             | 美國MQ-9「收割者」無人機                    | 美國總統唐納·川普領導下的美軍                          | |
| 2020年11月27日 | 法赫里扎德                         | 伊朗核科學家                                                       | 以色列政府（懷疑美國政府參與計劃）          | 伊朗政府指是以色列政府所為                             | 在德黑蘭被伏擊 |
| 2021年7月7日   | 若弗內爾·莫伊茲                    | 海地總統                                                           | 一群武裝份子                                | 不詳                                                   | 詳見若弗內爾·莫伊茲遇刺案 |
| 2022年7月8日   | 安倍晋三                           | 日本自民党前首相                                                   | 山上徹也                                    | 原日本自卫队低级军官                                   | 日本前首相安倍晋三在奈良市演讲时，被41歲的男子山上徹也从背后用自製槍击中左胸。詳見安倍晉三遇刺案 |
| 2023年8月9日   | 费尔南多·比利亚维森西奥            | 厄瓜多尔总统候选人                                                 | 不詳                                        | 不詳                                                   | 在首都基多出席竞选集会后被开枪爆头。详见费尔南多·比利亚维森西奥遇刺事件 |
| 2024年7月31日  | 伊斯梅尔·哈尼亚                    | 巴勒斯坦伊斯兰抵抗运动（哈马斯）政治局领导人                       | 不詳                                        | 不詳                                                   | 详见伊斯梅尔·哈尼亚遇刺案 |
| 2024年9月27日  | 哈桑·納斯魯拉                      | 黎巴嫩真主黨總書記                                                 | 以色列空軍F-16I戰機                         | 班傑明·納坦雅胡領導的以色列國防軍                      | 详见2024年真主黨總部空襲 |

## 暗殺未遂的事件
| 發生時間       | 目標                              | 目標身份                               | 刺客或主謀                                                           | 刺客或主謀身份                             | 備註 |
| -------------- | --------------------------------- | -------------------------------------- | -------------------------------------------------------------------- | ------------------------------------------ | --- |
| 前227年        | 嬴政                              | 秦王                                   | 荊軻、秦舞陽                                                         | 燕國刺客                                   | 燕太子丹害怕秦國會吞併燕國，派荊軻與秦舞陽刺殺秦王但失敗後被秦王的士兵殺死。 |
| 前218年        | 嬴政                              | 秦始皇帝                               | 張良、無名力士                                                       |                                            | 張良的祖父和父親曾相繼為韓國宰相，秦滅韓後，張良立志報仇。後來找了一個力士幫他暗殺秦始皇，趁秦始皇第二次東巡的機會，在經過陽武（今河南原陽東南）博浪沙（今原陽南）時，持大椎砸秦始皇車駕，結果力士椎擊秦始皇時誤中副車，暗殺失敗。 |
| 前206年        | 劉邦                              | 漢王                                   | 項莊                                                                 | 項羽堂弟                                   | 詳見鴻門宴 |
| 1402年         | 朱棣                              | 永樂帝                                 | 景清                                                                 | 左都御史                                   | 景清在成祖登基後並沒有馬上殉節，而是委身於朝班很長時間。一日，他身穿緋衣，暗藏利刃，準備行刺朱棣。朱棣見其神色異常，命人搜身，得到利刃，景清當庭辱駡朱棣，不屈而死。 |
| 1507年         | 王守仁                            | 明代著名思想家、哲学家、政治家、军事家 | 劉瑾                                                                 | 司礼监掌印太监                             | 1507年，刘瑾召集群臣，发布诏令，指责刘键等50人为奸党。著名学者王守仁（王阳明）任兵部主事时曾怒斥刘瑾，此时也被贬为贵州龙阳驿丞，但刘瑾还不解恨，派人在途中暗杀他。王守仁夜中把鞋丢入河中，造成投河假象，才得以保命。 |
| 1542年11月27日 | 朱厚熜                            | 嘉靖帝                                 | 楊金英为首的十餘名宮女                                               | 宮女                                       | 詳見壬寅宮變 |
| 1605年11月5日  | 詹姆士一世                        | 英國國王                               | 盖伊·福克斯等人                                                      | 英格蘭天主教徒                             | 詳見火藥陰謀 |
| 1615年5月30日  | 朱常洛                            | 皇太子                                 | 張差                                                                 | 鄭貴妃派出的刺客                           | 詳見梃擊案 |
| 1628年5月      | 許顯純、崔應元等                  | 閹黨成員                               | 黄宗羲                                                               | 東林黨人黃尊素之子                         | 黄宗羲深受家庭的影响，年轻之时即重气节，轻生死，磨砺风节，疾恶如仇。祟祯帝即位后（公元1628年），魏忠贤伏诛，宦阉势力受到镇压。黄宗羲会同“东林”遗孤，揭发阉党曹钦程、李实等人的罪行，并“袖铁锥、草疏”入京讼父冤。在刑部会审阉党许显纯、崔应元出庭对簿之时，黄宗羲当庭锥刺阉党许显纯等人，接着，他又殴击崔应元，拔下他的胡须，好拿回去祭于父亲的灵牌前。紧接着，他又追杀当年害死他父亲的两个狱卒叶咨和颜文仲，随后又在在对簿时又用铁锥击毙李实。 |
| 1757年1月5日   | 路易十五                          | 法國國王                               | 达米安                                                               |                                            | 路易十五受傷。达米安被逮捕處死。 |
| 1803年2月25日  | 颙琰                              | 嘉慶帝                                 | 陳德                                                                 | 貧民                                       | 嘉慶八年（1803年）二月二十五日，陳德在紫禁城門口行刺嘉慶帝，當時神武門的侍衛見狀竟呆若木雞，無人敢救駕，陳德最後束手就擒，後被凌遲處死。 |
| 1882年4月6日   | 板垣退助                          |                                        | 相原尚裝                                                             |                                            | |
| 1891年5月11日  | 尼古拉二世                        | 沙俄皇太子                             | 津田三藏                                                             | 滋贺县大津市警备巡查                       | 詳見大津事件 |
| 1895年3月24日  | 李鴻章                            | 直隸總督兼北洋大臣                     | 小山豐太郎                                                           | 門閥士族                                   | 甲午戰爭中国戰敗後，清朝李鴻章赴日媾和。小山為了使戰爭繼續，又加上對中國人的不滿，竟在1895年3月24日刺殺乘轎出行的李鸿章，槍擊其左臉，但是未傷及李鴻章性命。李鴻章受傷，國際嘩然。 |
| 1898年9月      | 康有為、譚嗣同等                  | 維新派人士                             | 慈禧太后、榮祿等                                                     | 封建頑固守舊派代表                         | 詳見戊戌变法 |
| 1900年10月28日 | 德壽                              | 廣東巡撫                               | 史堅如                                                               |                                            | 數位平民被炸死。德壽僅自床上震落受驚。史堅如被逮捕處死。 |
| 1910年3月31日  | 載灃                              | 攝政王                                 | 汪兆銘、黃復生                                                       |                                            | |
| 1918年8月30日  | 列寧                              | 布爾什維克領導人                       | 芬妮·卡普蘭                                                          | 俄国社会革命党女特務                       | 1918年8月30日，列宁在首都莫斯科郊外米赫尔松工厂对工人演讲時，遭遇半盲的女杀手芬妮·卡普蘭槍擊致重傷。 |
| 1923年12月27日 | 裕仁                              | 日本皇太子                             | 難波大助                                                             | 大正時期恐怖分子，山口縣人                 | 攝政裕仁皇太子（後來的昭和天皇）的座車來到東京虎之門。難波快速移至座車附近，隔著玻璃窗開槍狙擊。雖然打穿玻璃，但皇太子毫髮無傷，而他立即被逮捕，隔年被判處死刑，史稱「虎之門事件」。 |
| 1930年11月14日 | 滨口雄幸                          | 日本內閣總理大臣（首相）               | 佐乡屋留雄                                                           | 日本右翼份子                               | 滨口雄幸在伦敦海军会议中同意裁军，引发日本极端份子不满，于1930年11月14日发动刺杀事件，滨口雄幸至约一年后不治。 |
| 1935年11月1日  | 汪兆銘                            | 国民党副总裁，親日派首领               | 孫鳳鳴                                                               | 抗日愛國志士                               | |
| 1936年2月26日  | 岡田啟介、鈴木貫太郎              |                                        | 年輕軍官團                                                           |                                            | 詳見二二六事件 |
| 1944年7月20日  | 阿道夫·希特勒                     | 第三帝國元首                           | 克勞斯·馮·施陶芬貝格等                                               |                                            | 為了推反政權，把載有炸彈的公事包放在希特拉附近，但爆炸時阿道夫·希特勒只受輕傷，詳見7月20日密謀案。 |
| 1950年         | 毛澤東等                          | 中共中央領導人                         | 李安東、山口隆一等                                                   | 受美国政府指使的特務                       | 詳見炮击天安门案 |
| 1950年11月1日  | 哈利·S·杜魯門                     | 第33任美國總統                         | 傑斯里奧·托裡索拉、奧斯卡·柯拉索                                     |                                            | |
| 1955年4月11日  | 周恩來及中華人民共和國代表團      | 中華人民共和國國務院總理及隨行人員     | 周梓銘                                                               |                                            | 中國國民黨特務徵募一名機場人員在飛機上放計時炸彈，但周恩來等收到情報後改變了行程，逃過一劫，詳見克什米爾公主號事件。 |
| 1959年         | 菲德爾·卡斯特羅                   | 古巴革命領導人                         | 恩里克·奧瓦萊茲                                                      | 卡斯特羅的大学同学，地主出身               | 恩里克·奧瓦萊茲因卡斯特羅發動革命使自家的財產被罰沒，故因怨恨对卡斯特羅起了殺心。曾於1959年的一天趁卡斯特羅到哈瓦那郊區的一家露天餐廳吃飯之機，走上对面樓房的天台準備用步槍射殺卡斯特羅，但後來因心理壓力巨大而癱坐在天台上，故此次暗殺未能得逞。 |
| 1959年－2000年 | 菲德爾·卡斯特羅                   | 古巴共产党中央委员会第一书记           | 路易斯·波薩達、奧蘭多·波什等                                         | 受美国中央情報局指使的特工人員             | 1959年－2000年期間，美国中央情報局曾直接參與策劃實施了大約633次針對卡斯特羅的暗殺事件，但都被卡斯特羅躲过。 |
| 1970年4月24日  | 蔣經國                            | 中華民國行政院副院長                   | 黃文雄                                                               | 「台獨聯盟」的盟員                         | 黃文雄宣稱刺蔣是為了表達台灣人要人權、自決和自由，詳見四二四刺蔣案。 |
| 1971年9月      | 毛澤東                            | 中国共产党中央委员会主席               | 林彪、葉群、林立果等                                                 | 林彪反革命集团成员                         | 詳見五七一工程紀要 |
| 1974年8月15日  | 正熙                              | 大韓民國總統                           | 文世光                                                               | 旅日韓僑                                   | 北朝鮮透過朝鮮總聯指使文世光暗殺朴正熙，在朴正熙與其夫人陸英修兩人正在漢城國家劇院進行光復節紀念儀式，被僑居日本的韓國人文世光槍擊，其中朴正熙無恙而陸英修則中彈身亡，詳見文世光事件。 |
| 1976年10月10日 | 謝東閔                            | 台灣省政府主席                         | 王幸男                                                               | 台灣獨立運動成員                           | 謝東閔收到由王幸男寄來的炸彈郵包，在拆封時炸傷左手，醫院怕引發敗血症，動手術切除謝東閔的左手，裝上義肢。 |
| 1979年2月2日   | 邓小平                            | 中共中央副主席、国务院副总理           | 路易斯·比姆                                                          | 美国三K党党徒                              | 1979年2月2日下午18时许，邓小平访美期间应邀去西蒙顿市竞技场晚餐并观看竞技表演。当他从旅馆楼上下到楼下大厅准备出门乘车时，突然有一个人插到美方安全警卫人员的前面奔向邓小平，随后迅速被警卫制服，事后，据美方告知，此人美国最老的恐怖组织三K党的党徒，名叫路易斯·比姆。 |
| 1981年3月30日  | 羅納德·里根                       | 第40任美國總統                         | 約翰·欣克利                                                          | 精神病患者                                 | 才剛就任總統69天的列根，被埋伏在飯店門口媒體人潮裡的欣克利槍傷，差少少便打中心臟，幸而保命。詳見里根遇刺案 |
| 1981年5月13日  | 若望·保祿二世                     | 羅馬天主教教宗                         | 莫梅特·阿里·阿加                                                     | 穆斯林槍手                                 | 在進入聖伯多祿廣場準備演講時，被一名土耳其狂熱穆斯林槍手莫梅特·阿里·阿加槍擊，若望·保祿二世一度陷入危殆。 |
| 1982年7月8日   | 薩達姆·侯赛因                     | 伊拉克總統                             | 不詳                                                                 | 達瓦黨人                                   | 薩達姆當時到杜賈爾村發表演說，當他的汽車行駛過村中心時，受到了達瓦黨多人的襲擊，總統在3個小時的交火中沒有受傷。薩達姆·海珊為報復此事，下令屠殺杜賈爾村的村民，詳見杜賈爾村案。 |
| 1983年10月9日  | 全斗焕                            | 大韩民国总统                           | 申技哲、姜民哲、一名陈姓人士                                         | 朝鲜特务                                   | 全斗焕访问缅甸并参拜缅甸国父昂山的墓地时，朝鲜特务把韩国驻缅甸大使的车误认为是全斗焕乘坐的车辆，启动炸弹。当场炸死徐锡俊副总理等16名韩方人士和4名缅甸人，47名人员受伤。全斗焕因为晚到2分钟，才幸免遇难。詳見仰光爆炸事件。 |
| 1984年10月12日 | 瑪格麗特·撒切爾                   | 英國首相                               | Patrick Magee                                                        | 愛爾蘭共和軍                               | 見布賴頓旅館爆炸案。 |
| 2004年3月19日  | 陳水扁、呂秀蓮                    | 中華民國總統、副總統                   | 陳義雄                                                               | 不滿的平民（未明，具爭議）                 | 事件在2004年中華民國總統大選投票日的前一天發生，陳水扁及呂秀蓮只受輕傷，事件具高度爭議性（有指該事件是自導自演），詳見三一九槍擊事件。 |
| 2008年2月11日  | 若澤·拉莫斯·奧爾塔、沙納納·古斯芒 | 東帝汶總統、東帝汶總理                 | 不詳                                                                 | 東帝汶叛軍                                 | 東帝汶叛軍企圖行刺總統，總統受重傷 |
| 2010年11月26日 | 陳鴻源                            | 台北縣議員競選人                       | 林正偉                                                               | 黑道份子                                   | 事件發生正逢中華民國直轄市市長及市議員選舉舉行的前一天，林正偉聲稱本欲謀暗殺陳鴻源，但誤傷中國國民黨中央委員連勝文及流彈擊斃一名民眾。該案具高度性爭議，詳見1126槍擊事件。 |
| 2013年1月19日  | 艾哈迈德·多甘                     | 保加利亚权利和自由运动政党领袖         | 尼迈梅达夫(Oktai Enimehmedov)                                        | 土耳其裔保加利亚人                         | 尼迈梅达夫冲上演讲台，举枪近距离对准多甘头部，但手枪哑火，尼迈梅达夫亦随即被制服。 |
| 2018年3月4日   | 謝爾蓋·斯克里帕爾和其女兒尤利婭   | 前俄羅斯間諜                           | 亞歷山大·彼得羅夫(Alexander Petrov) 魯斯蘭·博什羅夫(Ruslan Boshirov) | 俄羅斯軍事情報官員，疑受俄羅斯政府指使     | 詳見英國前俄羅斯間諜毒殺案 |
| 2022年8月12日  | 薩爾曼·魯西迪                     | 英美雙籍作家                           | 哈迪·馬塔爾                                                          | 伊朗什葉派支持者                           | 魯西迪在美國紐約州肖托夸肖托夸學院準備演講時遇刺，身中數刀，庇護之城聯合創始人亨利·里斯在事件中也遭受波及。詳見薩爾曼·魯西迪遇刺案。 |
| 2022年9月1日   | 克里斯蒂娜·费尔南德斯·德基什内尔  | 阿根廷副總統                           | 费尔南多·安德烈·萨巴格·蒙蒂尔                                        | 納粹主義支持者                             | 詳見克里斯蒂娜·费尔南德斯·德基什内尔遇刺事件 |
| 2023年4月15日  | 岸田文雄                          | 日本首相                               | 木村隆二                                                             | 對日本選舉制度不滿                         | 於岸田文雄視察和歌山市，在雜賀崎漁港期間投擲爆炸物，惟岸田文雄在隨扈的保護下未受傷，木村隆二被現場民眾及警方合力制服。詳見岸田文雄遇襲事件 |
| 2023年5月3日   | 弗拉基米爾·普京                   | 俄羅斯總統                             | 未知                                                                 | 未知                                       | 當晚有兩架無人機飛越克里姆林宮上空，其中一架在現場爆炸。俄羅斯當局認為事件是烏克蘭對普京進行暗殺行為，但烏克蘭方面予以否認。詳見2023年無人機襲擊克里姆林宮 |
| 2024年1月2日   | 李在明                            | 共同民主黨黨魁                         | 未知                                                                 | 未知                                       | 李在明左頸部被刺傷，二十分鐘後被送往醫院意識清醒無生命大礙 |
| 2024年5月15日  | 罗伯特·菲佐                       | 斯洛伐克总理                           | 尤拉伊·辛图拉                                                        | 未明，疑似不满当届政府政策                 | 详见罗伯特·菲佐枪击案 |
| 2024年7月13日  | 唐納·川普                         | 美國共和黨總統候選人                   | 托马斯·马修·克鲁克斯                                                 | 未知                                       | 川普右耳被擊中流血，並無大礙。詳見唐納·川普造勢活動槍擊事件 |
| 2024年9月15日  | 唐納·川普                         | 美國共和黨總統候選人、前美国总统       | 瑞安·韦斯利·劳思                                                     | 未明，有亲乌克兰和不满川普之前执政理念倾向 | 被特勤局人员提前发现被捕，同时川普作为2024年美国总统选举候选人的第二次遇刺并未遂 详见2024年9月當勞·特朗普遇刺案 |